# (876) Scott
(876) Scott ist ein Asteroid des Hauptgürtels, der am 20. Juni 1917 vom österreichischen Astronomen Johann Palisa in Wien entdeckt wurde.
Lange Zeit galt der britische Polarforscher Robert Falcon Scott als Namensgeber. In Wirklichkeit wurde der Asteroid nach einer Geldgeberin namens E. Scott benannt.